# Беттельхейм, Шарль
Шарль Беттельхейм (фр. Charles Bettelheim, 20 ноября 1913, Париж — 20 июля 2006) — французский экономист и историк марксистского толка, основатель Центра исследования способов индустриализации (Centre pour l’Etude des Modes d’Industrialisation) в Сорбонне, экономический советник правительств нескольких развивающихся стран в период деколонизации. Имел влияние на новых левых во Франции и ряде других стран.

## Биография
Родился в Париже в еврейской семье. После прихода к власти Гитлера в 1933 г. сын банкира Шарль Беттельхейм порвал со старыми связями и вступил в Коммунистическую партию. В 1936 году побывал в СССР. Напряжённая атмосфера «чисток» того времени привела его к исключению из Коммунистической партии из-за «клеветнических» замечаний. После этого Беттельхейм некоторое время сотрудничал с французскими троцкистами из Интернациональной рабочей партии.
В пятидесятых Беттельхейм начал карьеру советника правительств стран Третьего мира. Он был докладчиком Насера в Египте, Неру в Индии, и Ахмеда бен Белла в Алжире. В 1963 г., по приглашению Че Гевары участвовал в «великих дебатах» по социалистической экономике на Кубе. С 1966 г. интересовался Китаем. Занимая должность президента Ассоциации франко-китайской Дружбы, несколько раз посещал Китайскую Народную Республику, изучая методы индустриализации и культурной революции.

## Идеи
На Кубе Беттельхейм выступал против волюнтаристских идей Че Гевары, поддержанного Ф. Кастро, о сверхбыстрой и централизованной индустриализации, которая должна была опираться, по мнению Че, на моральные стимулы нового социалистического типа человека, рождённого постреволюционным энтузиазмом. Шарль Беттельхейм же рекомендовал умеренную индустриализацию, смешанный тип экономики, опирающийся на различные формы собственности, то есть политику наподобие НЭПа. Он пытался доказать Че Геваре, ссылаясь на последние работы Сталина, что Закон стоимости — это объективный процесс, который может быть преодолён только путём долгосрочного социального преобразования.
Вдохновлённый Китайской культурной революцией, вместе с Л. Альтюссером выступал против экономизма и сведения социализма к национализации и овладению средствами производства. Беттельхейм увидел в Культурной революции уничтожение отчуждения между физическим и интеллектуальным трудом. Пример Китая был живым подтверждением для представителей неомарксистской радикальной школы экономики (которая помимо Беттельхейма была представлена такими именами, как Пол Суизи, Андре Гундер Франк, Самир Амин и другими) тезиса о том, что на периферии международной капиталистической системы слаборазвитые страны могут полноценно развиваться только при условии приобретения ими независимости от мирового рынка.
В 1982 году выходит книга Беттельхейма «Классовая борьба в СССР», где автор исследовал причины искажений советского социализма и превращения его в государственный капитализм, указывая на невоплощённость предусмотренного ранее Лениным союза рабочих и беднейших представителей крестьянства. В течение 20-х гг. этот союз был заменен союзом рабочей элиты и технической интеллигенции, направленным против крестьянства, достигшим кульминации в принудительной коллективизации сельского хозяйства в 1928 году.
Бюрократизации советского общества Беттельхейм противопоставлял самоуправление на основе прямой демократии, децентрализованное планирование и уравнительное распределение на основе разумных потребностей. Такая система лучше работает, в случае если производство базируется на ручном труде, организовано в небольшие хозяйства. Развитие товарного производства, дифференциация доходов здесь должны быть исключены, так как они подрывают коллективизм и развращают человека. По мнению Беттельхейма, машинный труд порабощает человека, а большие коллективы не могут управляться на основе демократии.

## Книги
- Беттельхейм Ш. Экономика Франции 1919—1952. Издательство иностранной литературы, 1953.
- Беттельхейм Ш. Экономика Франции после второй мировой войны. Издательство иностранной литературы, 1956.
- Беттельхейм Ш. Независимая Индия. М.: Прогресс, 1964.